# Marius Müller
Marius Müller (Heppenheim, 12 juli 1993) is een Duits betaald voetballer die speelt als doelman. In juli 2024 verruilde hij Schalke 04 voor VfL Wolfsburg.

## Clubcarrière
Müller speelde in de jeugd van TV 1883 Lampertheim en in 2003 stapte hij over naar 1. FC Kaiserslautern. Voor die club zou hij elf jaar later ook zijn debuut maken, toen hij op 11 mei 2014 in actie kwam tegen Fortuna Düsseldorf. Müller had dat seizoen vijftien keer als ongebruikte reserve op de bank gezeten en nu mocht hij spelen in plaats van de vaste doelman Tobias Sippel. Kaiserslautern verloor het uitduel met 4–2. Het seizoen erna keepte hij zes wedstrijden en zat hij negenentwintig keer op de bank. Vanaf de zomer van 2015 was hij eerste keuze onder de lat en hij miste slechts één duel.
In de zomer van 2016 verliet hij Kaiserslautern voor RB Leipzig, dat circa 1,7 miljoen euro voor hem betaalde. Hij ondertekende een verbintenis tot medio 2019. Na één seizoen bij Leipzig, zonder competitieoptredens, werd Müller voor een jaar verhuurd aan 1. FC Kaiserslautern. De doelman tekende na terugkeer een nieuw contract, tot medio 2021. In de zomer van 2019 verkaste Müller naar FC Luzern, waar hij voor drie seizoenen tekende. Dit contract werd in januari 2022 opengebroken en met drie seizoenen verlengd.
Medio 2023 verkaste Müller voor circa tweehonderdvijftigduizend euro naar Schalke 04. Na een jaar in de 2. Bundesliga nam VfL Wolfsburg de doelman over. Met de overgang was circa anderhalf miljoen euro gemoeid.

## Clubstatistieken
| Seizoen | Club                   | Competitie    | Competitie | Competitie | Beker | Beker | Internationaal | Internationaal | Totaal | Totaal |
| Seizoen | Club                   | Competitie    | Wed.       | Dlp.       | Wed.  | Dlp.  | Wed.           | Dlp.           | Wed.   | Dlp.   |
| ------- | ---------------------- | ------------- | ---------- | ---------- | ----- | ----- | -------------- | -------------- | ------ | ------ |
| 2013/14 | 1. FC Kaiserslautern   | 2. Bundesliga | 1          | 0          | 0     | 0     | —              | —              | 1      | 0      |
| 2014/15 | 1. FC Kaiserslautern   | 2. Bundesliga | 6          | 0          | 2     | 0     | —              | —              | 8      | 0      |
| 2015/16 | 1. FC Kaiserslautern   | 2. Bundesliga | 33         | 0          | 2     | 0     | —              | —              | 35     | 0      |
| 2016/17 | RB Leipzig             | Bundesliga    | 0          | 0          | 0     | 0     | —              | —              | 0      | 0      |
| 2017/18 | → 1. FC Kaiserslautern | 2. Bundesliga | 32         | 0          | 1     | 0     | —              | —              | 33     | 0      |
| 2018/19 | RB Leipzig             | Bundesliga    | 0          | 0          | 0     | 0     | 1              | 0              | 1      | 0      |
| 2019/20 | FC Luzern              | Super League  | 35         | 0          | 3     | 0     | 4              | 0              | 42     | 0      |
| 2020/21 | FC Luzern              | Super League  | 34         | 0          | 5     | 0     | —              | —              | 39     | 0      |
| 2021/22 | FC Luzern              | Super League  | 26         | 0          | 4     | 0     | 0              | 0              | 30     | 0      |
| 2022/23 | FC Luzern              | Super League  | 25         | 0          | 2     | 0     | —              | —              | 27     | 0      |
| 2023/24 | Schalke 04             | 2. Bundesliga | 21         | 0          | 1     | 0     | —              | —              | 22     | 0      |
| 2024/25 | VfL Wolfsburg          | Bundesliga    | 0          | 0          | 0     | 0     | —              | —              | 0      | 0      |
| Totaal  | Totaal                 | Totaal        | 213        | 0          | 20    | 0     | 5              | 0              | 238    | 0      |

Bijgewerkt op 21 juli 2024.

## Erelijst
| Schweizer Pokal | 1 | 2020/21 |